# Distrito de San José (Lambayeque)
El distrito de San José es uno de los doce que conforman la provincia de Lambayeque, ubicada en el departamento de Lambayeque, en el Norte del Perú.  Limita por el Norte, con el distrito de Lambayeque, por el Este con los distritos de Lambayeque y Chiclayo, por el Sur, con el distrito de Pimentel y por el Oeste con el océano Pacífico.

## Historia

### Época prehispánica
Según la leyenda, en épocas remotas arribó a las playas de lo que hoy es la caleta de San José una flota de balsas liderada por un hombre de gran valor llamado Naylamp, quien fundó la cultura Lambayeque o Sicán (Siglo VII). Sus descendientes forjaron la cultura Chimú, surgida así en Lambayeque antes que en el futuro territorio inca. Fueron grandes agricultores y textiles, pero sobre todo destacó su orfebrería, especialmente sus trabajos en oro.
La conquista del territorio de Lambayeque por los incas Pachacútec, Túpac Yupanqui y Huayna Capac se desarrolló por cuatro décadas. Cuando el conquistador Francisco Pizarro pasó por el territorio rumbo a Cajamarca, quedó admirado al contemplar la orfebrería en oro de vasijas y utensilios.

### Época virreinal
En octubre de 1980, José Fiestas Martínez publicó un trabajo titulado Reseña Histórico-Geográfica del Distrito de San José. En este estudio el autor exhibe un valioso y curioso documento sobre los orígenes de la Caleta San José poblada y fundada por pescadores de Sechura:
"Un día jueves del año seiscientos noventa y cuatro, estando en la Caleta de Chode del cerro Sechura las dos balsas hermanas para salir en busca de pesca a la isla Lobos de Tierra y conversando con los marineros, acordamos que si en caso no encontráramos pesca, seguir al sur hasta encontrar, los que nos decidimos seguir la navegación, saliendo a la mar al día siguiente; después de ocho días de navegación estábamos del cabezazo de la isla de Lobos de Tierra, nos propusimos seguir nuestra navegación, siempre de acuerdo, después de muchos días de navegar no encontrábamos una playa para varar por ser la tasca muy brava, y seguimos más al sur, a donde encontramos una playa mansa para poder varar. El diecinueve de marzo decididos y arriesgando la vida varamos nuestras balsas que ya estaban muy pesadas de tanto remojar en el agua durante veinteiseis dias; que gusto tuvimos al varar y encontrar una buena playa grande llena de mariscos de toda clase, así también pescado de muchas clases".
Las balsas tenían 15 varas de largo y "ocho palos" de ancho; en cada una navegaban nueve hombres. En esa pequeña caleta aquellos nautas decidieron quedarse. Un pequeño grupo regresó a Sechura a dar la buena noticia e invitar a las esposas de aquellos marineros a ir donde sus compañeros y así lo hicieron; algunas llegaron por mar, otras lo hicieron por tierra: 
"... a la llegada de los familiares armamos una fiesta familiar para tomarnos un barril de mayorca sechurana que nos trajeron y una gallina con cancha y camotes sorocos y en medio de la conversación se nos vino la idea de bautizar a este lugar con el nombre de Caletita de San José, por la fecha del día que varamos por primera vez en esta tierra que no conocíamos". 
El mismo documento que nos resulta un poco desconcertante señala también que al nuevo asentamiento llegaron, junto con las esposas, otras familias. También afirma que fue el obispo de Trujillo quien dio permiso para que se perennizaran en ese lugar. De igual manera menciona la fundación de las cofradías de la Virgen de las Mercedes, del Carmen y la del Santísimo "por las parcialidades sechuranas". Sechura era un pueblo o reducción integrada por tres parcialidades: La Manuela, los pobladores de la misma Sechura y los pobladores de la Punta. El documento está firmado el 5 de mayo de 1712 por Rafael Eche Fiestas "por todas las parcialidades". 

### Época Republicana
El distrito fue creado mediante Ley transitoria  del 17  de noviembre de 1894, en el gobierno del Presidente Andrés Avelino Cáceres.

## Geografía
Ubicado a 765 km de la capital de la República (Lima) y a 11 km del "Parque principal de Chiclayo". Su territorio se encuentra en la región chala y frente a las costas del mar aproximadamente entre las coordenadas geográficas 6°47'54 de latitud sur y 79°59'30 de longitud oeste del meridiano de Greenwich. Dentro del distrito se encuentran los humedales "La Bocana - San José".
Las principales poblaciones son:
- Ciudad de Dios (continuo urbano de Chiclayo)
- Juan Tomis Stack ETAPA I y II (continuo urbano de Chiclayo)
- San Francisco (continuo Urbano de Chiclayo)
- Caleta San José

## Población
Alberga una población de 15846 habitantes, según censo del año 2017. Es un distrito característico, en tanto sus poblados se encuentran integrados en el continuo urbano de la ciudad de Chiclayo, perteneciente a otro distrito y provincia, salvo su capital, Caleta San José (4.312 habitantes). Este último sería también integrado para 2020, según se desprende del plan director de urbanización de la ciudad de Chiclayo. 
Es conveniente mencionar que la población actual de acuerdo a las fichas de empadronamiento levantadas por el alcalde Arq. Percy Willy Llenque Curo en coordinación con el gobernador del distrito en el año 2008 y con el apoyo de los tenientes gobernadores de los respectivos caseríos arrojaron una población total de 13.798 habitantes.

La Municipalidad Provincial de Chiclayo (arquitectos Jorge Incháustegui, Genny Guado, Carlos Paredes), con la participación de las escuelas profesionales de Sociología (José Gómez Cumpa) y Arquitectura (arquitecto Alberto Risco) de la Universidad Pedro Ruiz Gallo; Universidad Señor de Sipán (Escuela de Arquitectura, con los arquitectos Federico Couto y Tania Guzmán), un representante del ministerio de Vivienda (arquitecto Fabio Mendoza) y algunas otras entidades como INICAM, inclusive el gobierno regional, viene haciendo los estudios para la formulación del Plan de Acondicionamiento Territorial y el Plan de Desarrollo Urbano Ambiental de la provincia de Chiclayo en la que se incluye a San José dentro de la metrópolis Chiclayana, haciendo hincapié que el distrito de San José podría integrarse a la ciudad de Chiclayo por estar conectado directamente a esta provincia a través de sus vías de comunicación y otros aspectos como el comercial.
La propuesta que promueve la Gerencia de Urbanismo a través del PAT - PDUA pretende consolidar la inercial unificación urbana de Chiclayo con sus ciudades "satélites" (Lambayeque-Pomalca-Reque-Monsefú-Pto Eten-Ciudad Eten-Pimentel-San José-Picsi) en la perspectiva de constituir una gran metrópoli.

## Autoridades

### Municipales
- 2019 - 2022[3]
  - Alcalde: Agustín Sánchez Cobeñas (Juntos por el Perú).
  - Regidores:

  1. Mercedes Llenque Fiestas (Juntos por el Perú)
  2. Marisol Estebina Zapata Seclen (Juntos por el Perú)
  3. Juan José Martínez Fiestas (Juntos por el Perú)
  4. José Guadalupe Puescas Querebalu (Juntos por el Perú)
  5. María Catalina Fiestas Sampen (Partido Aprista Peruano)

Alcaldes anteriores
- 2015 - 2018:[4] Macario Fiestas Fiestas.
- 2011 - 2014: Víctor Rafael Paiva Llenque
- 2007 - 2010: Percy Willy Llenque Curo.